# Reserve Bank of India
O Banco da Reserva da Índia (Reserve Bank of India, Bhāratīya Rijarva Baiṃka) é a instituição bancária central da Índia, que controla a política monetária da rupia indiana. Começou suas operações em 1º de abril de 1935 de acordo com a Lei do Reserve Bank of India de 1934. O capital social original foi dividido em ações de 100 cada totalmente pagas, inicialmente detidas integralmente por acionistas privados. Após a independência da Índia em 15 de agosto de 1947, o RBI foi nacionalizado em 1 de janeiro de 1949.
O RBI desempenha um papel importante na estratégia de desenvolvimento do governo da Índia. É um banco membro da União Asiática de Compensação. A superintendência geral e direção do RBI é confiada a diretoria central de 21 membros: o governador; quatro vice-governadores; dois representantes do ministério das finanças (geralmente o Secretário de Assuntos Econômicos e o Secretário de Serviços Financeiros); dez diretores nomeados pelo governo para representar elementos importantes da economia da Índia; e quatro diretores para representar as diretorias locais com sede em Bombaim, Calcutá, Chenai e a capital Nova Deli. Cada um desses conselhos locais é formado por cinco membros que representam interesses regionais, interesses de bancos cooperativos e indígenas.
O banco central era uma autoridade monetária independente que regula os bancos e fornece serviços financeiros importantes como armazenamento de reservas cambiais, controle da inflação, relatório de política monetária até agosto de 2016.
Um banco central é conhecido por diferentes nomes em diferentes países. As funções de um banco central variam de país para país e são órgãos autônomos ou quase autônomos e desempenham, ou através de outra agência, funções monetárias vitais no país. Um banco central é uma instituição financeira vital de uma economia e os principais objetos dos bancos centrais podem diferir de país para país, ainda que desempenhem atividades e funções com o objetivo de manter a estabilidade econômica e o crescimento de uma economia.
O banco também está ativo na promoção da política de inclusão financeira e é um dos principais membros da Alliance for Financial Inclusion (AFI). O banco é frequentemente chamado pelo nome de Mint Street.